# ماريو موسى
ماريو موسى (بالكرواتية: Mario Musa)‏ (6 يوليو 1990 بزغرب في كرواتيا - ) هو لاعب كرة قدم كرواتي في مركز الدفاع. شارك مع منتخب كرواتيا تحت 19 سنة لكرة القدم ومنتخب كرواتيا تحت 21 سنة لكرة القدم. أما مع النوادي، فقد لعب مع نادي دينامو زغرب ونادي لوكوموتيفا.

## وصلات خارجية
- ماريو موسى على موقع اتحاد كرواتيا (الكرواتية)
- ماريو موسى على موقع إي إس بي إن إف سي (الإنجليزية)
- ماريو موسى على موقع قاعدة بيانات كرة القدم.إي يو (الإنجليزية)
- ماريو موسى على موقع Soccerbase.com (لاعب) (الإنجليزية)
- ماريو موسى على موقع Soccerway.com (الإنجليزية)
- ماريو موسى على موقع عالم كرة القدم.نت (الإنجليزية)
- ماريو موسى على موقع AS.com (الإسبانية)